# 1991 RT17
1991 RT17 är en asteroid i huvudbältet som upptäcktes den 13 september 1991 av den amerikanske astronomen Henry E. Holt vid Palomarobservatoriet.
Asteroiden har en diameter på ungefär 13 kilometer.